# Dominique T. Skoltz
Dominique T Skoltz, née le 7 mai 1973  à Montréal, est une artiste pluridisciplinaire québécoise.

## Biographie
Dominique T. Skoltz a pour premier matériau la photographie, qu’elle étend à la cinématographie, l’environnement immersif audiovisuel, ainsi que l’objet sculptural. Son travail se distingue par les liens polymorphes qu’elle tisse entre les différents médiums, toutes catégories confondues. Elle vit et travaille à Montréal.
Entre 2001 et 2008, Skoltz signe en duo avec l’artiste Herman Kolgen, des œuvres audiovisuelles. Les œuvres sont présentées sous le dénominateur skoltz_kolgen, lors de festivals, événements ainsi que dans des musées,.
Flüux:/Terminal est présentée dans plus d'une trentaine de manifestations internationales en arts numériques, dont : ISEA (2004), Transmediale (2005), Sonar (2005), Mutek (2004) et la Biennale di Venezia 2006. L’œuvre reçoit la mention d'honneur lors de la remise des Prix Ars Electronica de 2005 (Digital Musics Category),,,,. 
Ether fait l’objet d’une commande d’œuvre en provenance de Dalbin (Paris). L’œuvre est présentée lors de l’exposition D_DAY qui se tient au Centre Pompidou de Paris, puis est intégrée dans la collection. 
Le film-poème Silent room, collection de la Cinémathèque québécoise, offre une vue en coupe de l’intimité de seize individus, tournés dans seize chambres individuelles prenant la forme de tableaux-vivants fotocinétiques. Le projet se déploie durant le Transart 06, sous la forme de poème-mobile, ainsi que durant le Franzenfeste Fortezza. Le coffret d’art est récompensé lors de la remise de prix Qwartz 5. 
Depuis 2009, Skoltz œuvre en solo et initie le cycle de création y2o. dislock_, une commande d’œuvre en provenance de Mutek dans le cadre du 10e anniversaire, est suivie d’un deuxième mouvement diffusé au Musée d’art contemporain de Montréal dans le cadre de la série Vidéomusique V,. Entre 2013 et 2016, y2o donne lieu au tableau vidéographique intitulé «nerfs», présenté également au Musée d'art contemporain de Montréal lors de la Série Projections, sous le commissariat de Louise Simard. y2o_distillé  est ensuite présenté à de nombreux festivals, ainsi qu’au Centre Phi. C’est lors de la présentation à l’Arsenal Contemporary Art de Montréal et Toronto que le corpus y2o_dualités se déploie dans sa forme la plus élaborée : film, tirages argentiques, objets performatifs et sculpture, et se distingue par le caractère polymorphe de ses ramifications,. La sculpture y2o_huis clos intègre la Collection Majudia en 2015. 
L’essai Tester la miscibilité, de la commissaire Chantal Pontbriand, parait dans le No 167 de la revue littéraire les écrits à l’hiver 2023 et offre une lecture allégorique du corps chez cette artiste. L’essai coïncide avec l’exposition dichotomie qui se tient à l’hiver 2023 à l’Usine-C à Montréal.

## Liste d'œuvres (sélection)
- 2003: Silent room (skoltz_kolgen)
- 2004 : Flüux:/Terminal (skoltz_kolgen)
- 2004 : Epiderme (skoltz_kolgen)
- 2005 : Ether (skoltz_kolgen)
- 2005 : Askaa (skoltz_kolgen)
- 2009 : dislock
- 2013 : nerfs
- 2013 : y2o (projection vidéo, bassin d’eau, 20min 22sec)
- 2013 : y2o (installation vidéo en 9 mouvements asynchrones)
- 2014 : y2o {distillé}
- 2015 : y2o en 6 tableaux (moniteurs et casques d’écoute)
- 2015 : y2o installation (9 moniteurs et casques d’écoute)
- 2015 : Arythmique (installation avec mégaphones, haut-parleurs, battements de cœurs : amplificateurs 40 watts, acier)
- 2015 : Cimaise (16 x 9 pieds et échelle en acier)
- 2015 : Collision No1 et Collision No2 (épreuve argentique)
- 2015 : Eaux Troubles (épreuves photographiques, bois, verre)
- 2015 : Face à Face (installation-sculpture en acier brut)
- 2015 : Fluid Drop (Épreuve argentique)
- 2015 : Huis clos (installation vidéo moniteur, ordinateur, cuve d’eau, acier)
- 2015 : Union de fait (sculpture en acier)
- 2015 : Soif No1 et Soif No2 (épreuve en encre pigmenté, montage archive sous acrylique, bois, acier brut)
- 2015 : Volt
- 2018 : migration(s)